# MTV Day 2008
L'MTV Day 2008 (o MTV Day: Music Everywhere) si è tenuto, per la prima volta nella sua storia, a Genova, nell'area del Porto Antico, il 13 settembre 2008. L'intera manifestazione è stata trasmessa in diretta da MTV a partire dalle 14:00 fino alla fine della giornata. Nonostante sia stata disturbata dalle pessime condizioni meteorologiche, l'evento ha avuto un enorme successo di pubblico, circa 70000 persone, anche perché la manifestazione si è svolta in concomitanza della notte bianca della città.

## L'evento

### Location
Si sono svolte varie esibizioni su diversi palchi, anziché in un unico stage come nelle edizioni precedenti. I principali Stage sono stati: il palco realizzato per TRL le settimane precedenti all'evento, il main stage situato nel porto antico sul mare, un bus a due piani scoperto che ha girato per la città nel primo pomeriggio e poi ha stazionato tra i due palchi principali sotto la sopraelevata, una barca che ha ospitato i Lost e il Palazzo della Borsa in Piazza De Ferrari in cui si è svolto lo Story Tellers dedicato a Max Pezzali.

## Performers
- Baustelle
- Bugo
- Caparezza
- dARI
- Duffy
- Estelle
- Fabri Fibra
- Lost
- Marracash
- Max Pezzali (per la trasmissione MTV Storytellers)
- OneRepublic
- Sonohra